# Кастро, Диего
Диего Кастро Хименес (исп. Diego Castro Giménez; род. 2 июля 1982 года в Понтеведре) — испанский футболист, полузащитник. Четвёртый лучший бомбардир (49), а также десятый игрок по количеству сыгранных матчей в истории «Перт Глори» (146).

## Карьера
Диего начинал свою карьеру в клубе «Понтеведра» из своего родного города. В 2003 году он перешёл в «Малагу Б», где за три сезона сыграл 90 матчей и забил два мяча. В декабре 2005 года Диего сыграл два матча за главную команду «Малаги» — против «Осасуны» (1:2) и «Реала» (0:2). В 2006 году Кастро перешёл в хихонский «Спортинг». За пять лет, проведённых в этой команде, Диего провёл 170 матчей и забил 39 голов. В 2011 году игрок перешёл в «Хетафе» на правах свободного агента.

## Личная жизнь
Отец Диего, Фернандо Кастро, тоже посвятил свою жизнь футболу. Он тренировал клубы различных испанских лиг, а также поработал в Португалии. Кроме испанского, Диего также хорошо знает английский.